# Tijd
«Tijd» (с нидерл. — «Время») — песня композитора Йоопа Стоккерманса, с которой нидерландский дуэт Саския и Серж победил на фестивале «Nationaal Songfestival 1971» и представил Нидерланды на конкурсе песни «Евровидение-1971». На конкурсе песня набрала 85 баллов, заняв шестое место.

## Текст песни
Автор текста песни — Геррит ден Брабер.
Песня представляет собой балладу, в которой дуэт поёт о значении времени. Желание, чтобы время шло быстрее, приводит к тому, чтобы оно шло медленнее. В композиции присутствуют факторы о времени в отношениях.

## Национальный отбор

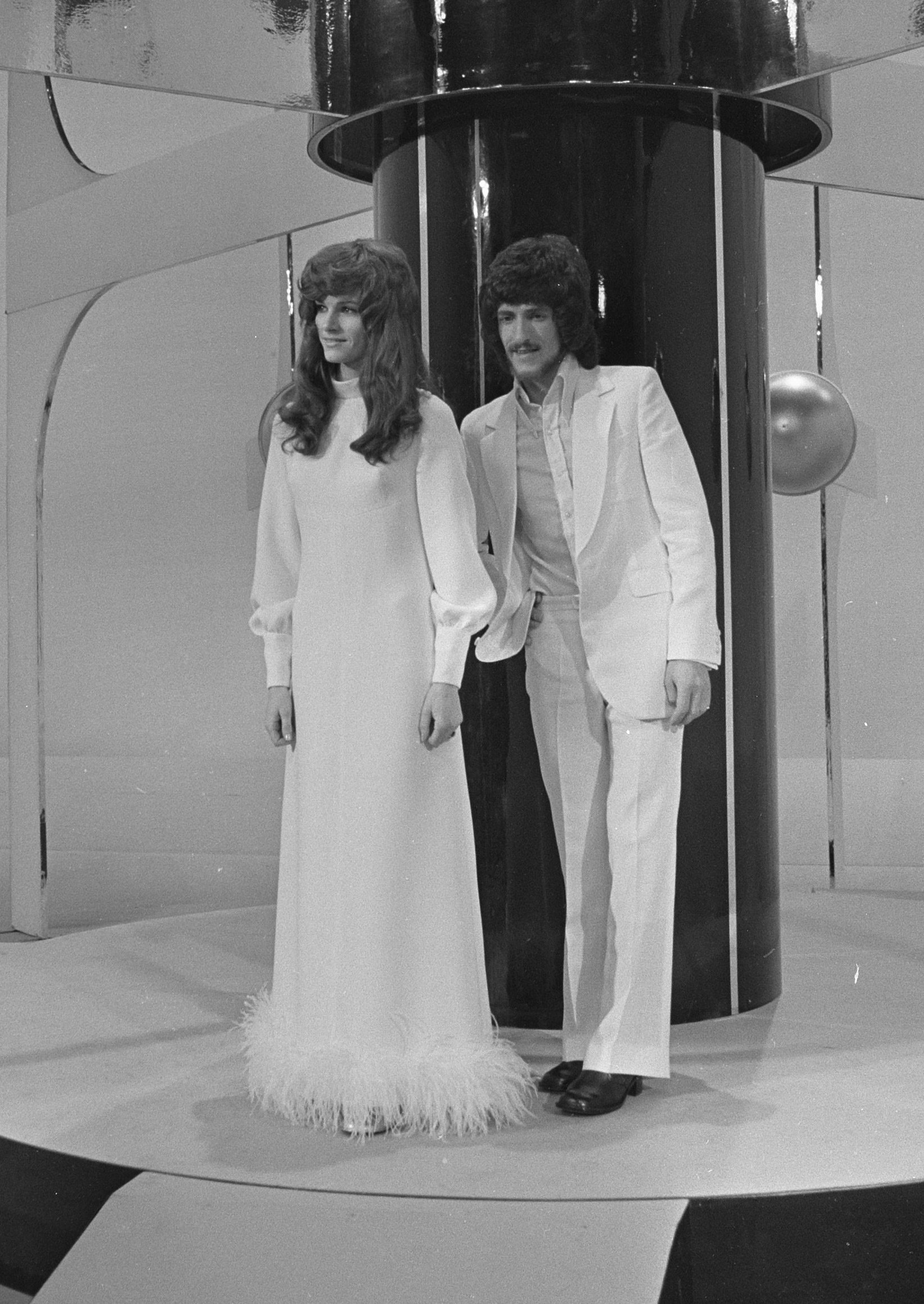
Саския и Серж на фестивале Nationaal Songfestival 1971

В 1971 году Саския и Серж во второй раз приняли участие на фестивале «Nationaal Songfestival», в котором выбирали представителя Нидерландов на конкурс песни Евровидение. Годом ранее дуэт уже принимал участие на фестивале, заняв вторую позицию.
Нидерландская телекомпания NOS решила поменять правила фестиваля: в 1971—1974 годах участвовать на фестивале мог лишь один участник (дуэт или группа) с 3-6 песнями. Саския и Серж исполнили шесть песен:
| Место | Песня                        | Баллы |
| ----- | ---------------------------- | ----- |
| 1     | «Tijd»                       | 2866  |
| 2     | «Lente»                      | 2335  |
| 3     | «Bobby snobby baard»         | 2282  |
| 4     | «Vandaag begint de toekomst» | 1674  |
| 5     | «Die dag»                    | 623   |
| 6     | «Zomernachts cantate»        | 589   |

Композиция «Tijd» победила на фестивале, что дало возможность Саскии и Сержу исполнить эту композицию на 16-м конкурсе песни «Евровидение-1971».

## Евровидение
Конкурс песни «Евровидение-1971» проводился 3 апреля 1971 года в Дублине, столице Ирландии. Саския и Серж выступили под номером 14, после представительницы Ирландии Анджеллы Фаррелл с песней «One Day Love» и перед Тунишей, которая представила Португалию с песней «Menina do alto da serra».
Конкурсная композиция заняла шестое место, набрав 85 баллов из 170 возможных. Такого же результата добилась группа «Family Four», представившая Швецию с песней «Vita vidder».

### Баллы, полученные Нидерландами
|            | Флаг Австрии | Флаг Мальты | Флаг Монако | Флаг Швейцарии | Флаг Германии | Флаг Испании | Флаг Франции | Флаг Люксембурга | Флаг Великобритании | Флаг Бельгии | Флаг Италии | Флаг Швеции | Флаг Ирландии | Флаг Португалии | Флаг Югославии (1945—1991) | Флаг Финляндии | Флаг Норвегии | Всего |
| Нидерланды | 6            | 2           | 6           | 5              | 4             | 5            | 7            | 2                | 5                   | 2            | 2           | 6           | 5             | 9               | 5                          | 6              | 8             | 85    |

Система голосования была следующая: у каждой страны было по двое судей, один моложе 25, другой - старше, каждый из них оценивал все песни по пятибалльной шкале.
Максимальных баллов Нидерландам не присуждали. Высшими баллами для Нидерландов стали 9 баллов, данные Португалией.

## Версии на других языках
После участия на Евровидении Саския и Серж записали английскую и французскую версии песни:
- Английская версия: «Time» (рус. Время).
- Французская версия: «Le temps» (рус. Время).

## Чарты
Композиция попала в нидерландские чарты Nederlandse Top 40 и Hilversum 3 Top 30.